# 李篤培
李篤培（1575年11月22日—？），字汝植，號仁宇，山東招遠人，匠籍，明朝政治人物。

## 生平
凤阳府知府李驥千之侄。萬曆三十七年（1609年）己酉科山東鄉試十四名舉人，三十八年（1610年）庚戌科會試十三名，第三甲第一百四十名進士。戶部觀政，授河南開封府儒學教授，四十年陞國子監助教，四十二年陞工部营缮司主事。

## 家族
曾祖李仲春，德府奉祠；祖父李棟，累封中憲大夫鳳陽知府；父李驥驤，庠生；母丁氏。具慶下。兄李之華；李乃芝（庠生）；李澤（典史）；李運（序班）。弟李邁（庠生）；李乃蘭（鄉會同榜）；李完真（廩生）；李乃薰（庠生）；李暹（庠生）；李乃葵（廩生）；李遐（庠生）；李篤祜（庠生）；李完衷（庠生）；李遜（廩生）；李篤生；李篤行。子李起；李超；李赳；李𧾊。